# Erzwiłki
Erzwiłki (lit. Eržvilkas) – miasteczko na Litwie, położone w okręgu tauroskim w rejonie jurborskim, 22 km na północ od Jurborka, 518 mieszkańców (2001). Siedziba starostwa Erzwiłki, litewski pomnik urbanistyki.

## Historia
Podczas okupacji hitlerowskiej, w lipcu 1941 roku Niemcy utworzyli getto dla żydowskich mieszkańców. Przebywało w nim około 150 osób. 15 września 1941 roku Niemcy zlikwidowali getto, a Żydów wywieziono do obozu przejściowego w Botokach a następnie zamordowano. Sprawcami zbrodni Niemcy oraz litewskie służby bezpieczeństwa. 
Znajduje się tu kościół parafialny katolicki z XIX wieku, szkoła i poczta. Miasteczko posiada zachowany układ urbanistyczny z XVIII wieku. W pobliżu grodzisko datowane na początek XIV wieku.